# Koppal
Koppal è una città dell'India di 56.145 abitanti, capoluogo del distretto di Koppal, nello stato federato del Karnataka. In base al numero di abitanti la città rientra nella classe II (da 50.000 a 99.999 persone).

## Geografia fisica
La città è situata a 15° 20' 60 N e 76° 9' 0 E e ha un'altitudine di 529 m s.l.m..

## Società

### Evoluzione demografica
Al censimento del 2001 la popolazione di Koppal assommava a 56.145 persone, delle quali 28.674 maschi e 27.471 femmine. I bambini di età inferiore o uguale ai sei anni assommavano a 8.035, dei quali 4.130 maschi e 3.905 femmine. Infine, coloro che erano in grado di saper almeno leggere e scrivere erano 34.450, dei quali 19.735 maschi e 14.715 femmine.